# 프랑스의 역사
프랑스 역사의 시작은 대체로 프랑크족의 왕 클로비스 1세(Clovis Ier)가 갈리아 지방의 가장 큰 부분을 정복했던 486년으로 알려져있다. 프랑크 정부 후의 프랑스 정부는 이 시기부터 중단 없이 존재해온 유럽에서 가장 오래된 국가이다. 만약 프랑스라는 이름이 공식적으로 대략 1190년이 돼서야 사용되었다면 필립 2세의 상서국이 왕을 가리키기 위하여 프랑크족의 왕(프랑스어: Roi des Francs)이란 단어 자리에 프랑스의 왕(프랑스어: Roi de France)이란 단어를 사용하기 시작했을 때 프랑스라는 단어는 이미 일반적으로 사용되었을 것이다.

## 선사 시대

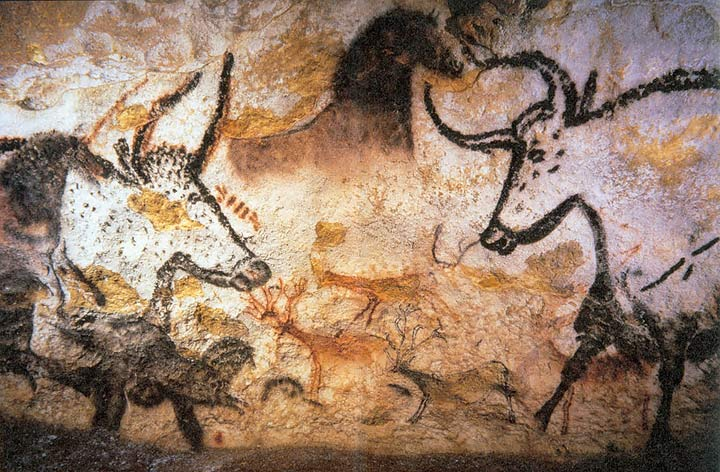
라스코(Lascaux) 동굴 벽화.

프랑스에는 서남 프랑스에 마들렌 문화가 발달하였는데 동굴 벽화의 동물화가 매우 사실적으로 그려져 있는 것으로 미루어 이 지역 주민들이 수렵과 어로 등 경제 활동을 하고 있었음을 알 수 있다.
그 후 한랭기를 거쳐 신석기 시대가 되자 농경문화가 전파되어 다뉴브강 유역을 중심으로 널리 퍼졌는데 이러한 유적은 단순히 오리엔트 농경문화를 모방한 것이 아니라 독특한 특색을 지닌 신석기 문화에서 생겨난 것이다. 토기의 형태·문양이 다양하고 다른 지역과의 문화 교류가 이루어진 흔적이 보인다. 특히 스위스와 그 주변의 호상주거(湖上住居), 스칸디나비아로부터 영국 및 스페인을 위시한 대서양 연안 지방과 함께 프랑스 각지에서는 고인돌(dolmen)·선돌(menhir)·화석(cromlech)·스톤헨지(stonehenge) 등 세련된 거석 기념물이 만들어졌다.
청동기 시대에는 인도-유럽어족에 속하는 부족들이 다뉴브강 주변이나 알프스 방면에서 프랑스에 침입하였으며 기원전 9세기 무렵부터 특히 켈트인의 내왕이 활발하였다. 기원전 5세기~기원전 3세기에 켈트인은 발달된 철기 문화를 기반으로 프랑스 전지역 대부분을 차지함으로써 전성기를 맞았다.
한편 기원전 10세기 이래 켈트인이 거주한 서구 지역을 로마인들은 갈리아라 불렀는데, 율리우스 카이사르의 《갈리아 전기》에 의하면 기원전 1세기 무렵의 갈리아는 인적 결합체로서의 전사단인 몇 십 개의 키비타스(civitas)라고 하는 정치상의 단위로 나뉘어 있었다. 부족 내부에는 기사 및 성직자 등의 지배층과 무장능력을 지닌 일반 자유민 외에 노예가 있었으며, 목축과 원시적인 쟁기를 사용하는 농경이 이루어졌다

## 갈리아 시대
현대 프랑스 지역에는 고대에 갈리아인들이 살고 있었다. 로마 공화정 초기에 이들은 로마를 침공하여 약탈하기도 하였다. 이후에 로마가 강해져 알프스 산맥 지역의 갈리아인들을 복속시킨 후 로마 문명과의 교류가 활발해졌다. 율리우스 카이사르에게 정복당하기 전에 이미 갈리아 지역은 로마를 본따 기초적인 국가 체계가 잡혀져 있었으나, 로마의 속주로 편입된 이후로는 독자적인 문화를 잃고 로마화의 길을 걷는다.

## 로마 시대
로마의 황제 아우구스투스는 갈리아 지방을 네 부분으로 나누었다. 로마화가 많이되었던 갈리아 나르보넨시스, 아퀴타니아, 갈리아 루그두넨시스, 마지막으로 갈리아 벨기카이다. 골지방은 지금의 프랑스 보다 훨씬 크고, 특징적으로 갈리아 벨기카 지방은 지금의 프랑스 영토를 많이 벗어난다.
카이사르의 정복 이후 현대 프랑스 지역 전체가 로마의 속주로 편입되었다. 간헐적으로 갈리아인들의 독립운동이 일어났지만, 제국이 붕괴할 때까지 대체적으로 갈리아 지역은 로마 제국에 충성하였다.

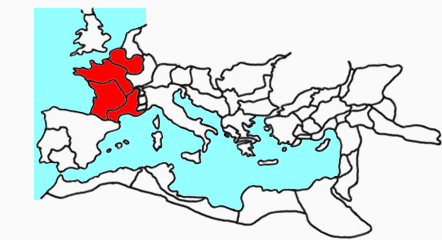
2세기 초 로마제국의 골지방

골족의 동화는 빨랐다. 로마의 황제 클라우디우스는 골족의 중요인물들에게 로마제국의 원로회(프랑스어: Sénat de l'Empire romain)로 진출을 허가했다.

## 프랑크 왕국
프랑크 왕국이 수립된 5세기 말은 서로마 제국이 476년에 용병대장 오도아케르에 의해 멸망하고, 걸림돌이 사라진 서유럽으로 게르만족이 대거 이동하면서 국가를 수립하던 혼란의 시기였다. 게르만족이 갈리아 지역으로 이동하기 시작한 것은 이미 오래 전부터의 일이었지만, 이 시기에는 부족 단위로 대규모로 이동하였다. 이 시기 게르만족의 대이동은 동쪽으로부터 훈족이 압박해온 것이 이유였지만, 로마 제국이 더 이상 이들을 막을 수 없는 상태였기 때문에 가능했다.
게르만족들은 이동 후에 자신들의 국가를 세웠다. 그러나 이들 중에서 서고트족, 동고트족, 반달족, 부르군트족은 멸망하였다. 게르만족의 그 흔적을 남긴 것은 프랑크족의 프랑크 왕국과 앵글로-색슨족의 잉글랜드 정도이다.

### 메로빙거 왕조
훈족의 쇠퇴 이후, 프랑크족은 클로비스 1세가 메로빙거 왕조를 개창하면서 481년에 왕국을 수립하게 된다. 메로빙거 왕조의 개창자인 클로비스 1세는 기독교의 정통파인 아타나시우스파로 개종한 뒤 다른 게르만족의 여러 부족들을 정복하고, 갈리아 중부지방까지 영토를 확장하여 왕국 발전의 기틀을 마련하였다.
그러나, 메로빙거 왕조의 지배 권한은 6세기 후반부터 약화되기 시작하여 실권은 왕실을 관리하던 궁재의 수중으로 넘어 갔다. 8세기에 궁재였던 카를루스 마르텔은 프랑스의 투르 지역에서 이베리아 반도를 통해 북쪽으로 진군하던 이슬람군을 대파함으로써 프랑스 왕국의 세력을 강화시켰다.

### 카롤링거 왕조
카를루스 마르텔의 아들인 피핀은 국내의 반발 세력들을 진압하고, 약화된 메로빙거 왕조를 무너뜨린 후에 카롤링거 왕조를 세웠다. 왕조 개창에 호의적인 태도를 보인 교황에 대한 보답으로 피핀은 이탈리아 북부 지역의 라벤나 지역을 롬바르드족으로부터 탈취하여 로마교황에게 기증하였다.
피핀의 아들 카롤루스 대제는 프랑크 왕국의 전성 시대를 열었다. 그는 유럽 대부분 지역을 정복하여 크리스트 교를 전파시켰고, 중앙 집권 정부를 강화시켰다. 800년에는 외적의 괴롭힘을 받던 로마 교황 레오 3세를 도와준 일을 빌미로 황제의 자리에 올라, 서로마 제국의 황제로 대관식을 가졌다. 카롤루스 대제시기에는 학문과 교육을 진흥 시켜, 수도원 학교를 건립하였고, 프랑크 왕국의 수도 엑스라샤펠에 왕립학교를 건립하여 유럽 여러지역의 학자들을 교사로 초빙하였다. 그럼으로 카롤루스 대제 시기때에는 고전 자료들이 편찬하고 해석하여 학문연구가 크게 발전되었다. 이를 흔히 '카롤링거 왕조 르네상스'라 부른다.

분열된 제국

### 분열
카롤로스 대제 사후, 프랑크 왕국은 크게 내분에 휩싸였다. 3남의 후계자들 간의 다툼이 일어나 혼란을 겪다가, 베르됭 조약(843년)에 의해 왕국이 동프랑크 왕국(오늘날 독일 동부), 서프랑크 왕국(오늘날 프랑스), 중프랑크 왕국(오늘날 독일 서부, 이탈리아 북부, 네덜란드)등으로 셋으로 갈라졌다. 중프랑크를 통치하던 큰 아들 로타르 1세가 죽고(855년), 로타링기아를 통치하던 로타르 1세의 둘째 아들 로타르 2세도 죽자(869년), 메르센 조약에 의해 로타링기아는 동프랑크, 서프랑크왕국의 영토분할되어 나뉘게 된다.(870년)

## 중세의 프랑스
카롤링거 왕조가 이후에 두 가문 사이에서 때때로 중단되었다가 다시 시작되곤 했던 권력 투쟁을 거쳐, 위그 카페가 왕으로 즉위(재위 987~996)하였다. 그는 프랑스의 공작이며 파리의 백작이었고, 발루아 가문, 부르봉 가문의 분파까지 포함하는 카페 왕조를 창설하였고, 그 왕조는 800년이 넘는 세월동안 ― 1792년 루이 16세의 처형 때까지 ― 프랑스를 통치하였다.
생클레르쉬레프트 조약(911)에 의하여 스칸디나비아에서 온 바이킹족의 족장 롤로에게 하사된 공작령인 센 강 하류의 노르망디 공국은, 1066년에 롤로의 후손 노르망디 공작 기욤이 영국을 정복하고 왕이 되면서(재위 1066~87) 프랑스 왕실에게는 다루기 곤란한 지역이 되었다. 비록 프랑스 내에서는 노르망디 공작이 프랑스 왕의 신하이지만, 프랑스 외부에서는 동등한 왕이기 때문이었다.

12세기의 프랑스와 아키텐 공작령

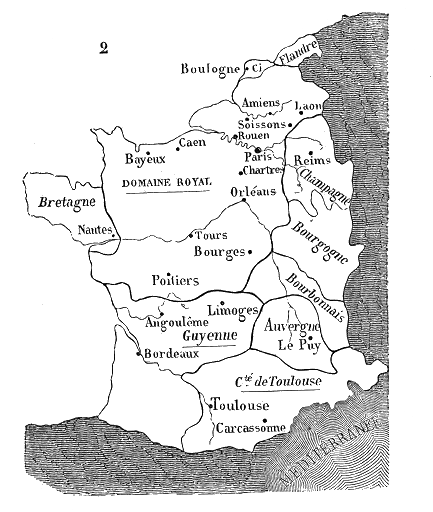
1223년의 프랑스.

상황은 갈수록 악화되었다. 루이 7세(재위 1137~80)와 이혼(1152)한 프랑스의 전 왕비인 엘레오노르는, 노르망디 공작 헨리 플랜태저넷과 재혼(1152)하였다. 엘레오노르는 아키텐 공작이 다스리던 프랑스 서남부 지역을 물려받은 인물이었다. 1154년에 노르망디 공작이 영국왕으로 즉위하였는데, 그가 헨리 2세이었다. 헨리는 자신의 어머니인 마틸다를 통해 노르망디 공국을 물려받았고, 아버지에게는 앙주 지방을 물려받은 인물이었다. 엘레오노르와 그녀의 네 아들 중 세 명이 이끈 1173-1174년의 반란군이 패한 이후에, 헨리는 엘레오노르를 감옥에 가두었다. 그리고 그는 자신의 봉신을 브르타뉴 공작으로 임명했으며, 그 결과 프랑스 서부를 다스리게 된 그는 프랑스 왕실보다 더 큰 힘과 더 넓은 영토를 지니게 되었다.
그러나 헨리의 후손들 사이에서 그의 프랑스 영토를 분할하는 문제로 논쟁이 벌어지고, 존 왕(재위 1199~1216)과 필리프 2세(재위 1180~1223) 사이에 긴 분쟁이 그 논쟁과 얽히면서, 결국 프랑스 왕 필리프 2세는 헨리 2세가 프랑스 내에서 차지했던 영토의 대부분에 대한 영향력을 회복하였다. 부빈 전투(1214)에서 프랑스가 대승을 거둔 이후에, 영국 왕실은 프랑스 남서부의 기옌에 대해서만 권력을 행사할 수 있었다.

### 성 루이 왕

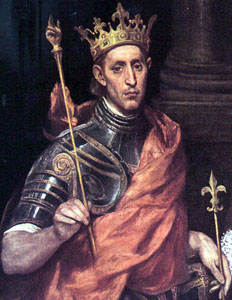
성왕 루이 그는 서구 기독교 세계에서 프랑스의 문화적 확장을 목격했다.

루이 9세(1214? - 1270)는 모든 이를 위한 공평한 정의를 원했고 그것을 위해서 새로운 법정을 만들었으며, 스스로 나병환자를 치료하려고 시도하였다. 루이 9세는 프랑스 왕 루이 8세와 카스티야의 블랑쉬의 아들로 프와시에서 태어나 어머니의 종교적인 분위기 속에서 성장하였다. 1226년 그의 부친이 서거했을 때 그의 나이는 12세에 불과했으므로 어머니가 섭정의 자리에 올랐다. 그녀는 아들의 왕권을 노리는 샹파뉴의 티보를 비롯하여 야심 많은 귀족들과 대항했고, 어떤 때에는 전쟁도 불사하였다.
그는 1234년 5월에 프로방스의 공작 레이먼드의 딸인 마르가리타와 결혼하여 열 명의 자녀를 두었다. 같은 해에 그는 대권을 물려받고 통치자가 되었고, 모친 블랑쉬는 고문관으로 아들을 도왔다.
루이 9세의 통치 기간 동안 프랑스는 사회 전 영역에서 큰 발전을 이루었고, 왕은 훌륭한 기사이자 모범적인 기독교인으로 인정받았다. 사후에 루이 9세는 성자로 추앙되어, "성왕 루이"라고 불렸다.

### 백년 전쟁
프랑스 카페 왕조의 샤를 4세가 남자 후계자 없이 사망하자, 그의 4촌 형제인 발루아가의 필리프 6세(재위:1328년 ~ 1350년)가 왕위에 올랐다. 그러나 여자가 직접 왕위계승이 불가능하다 하더라도 만일 그녀의 아들에게 계승시킬 수 있다면 영국 왕 에드워드 2세의 왕비 이사벨라(마지막 카페 왕조의 국왕이었던 샤를 4세의 누이)의 아들인 에드워드 3세(재위:1327년~1377년)가 왕위 계승자가 된다는 주장도 성립되었다. 이것을 핑계로 삼아 영국왕 에드워드 3세는 프랑스 왕위를 자신이 계승해야 한다고 주장하여, 양국간에 심각한 대립을 빚게 되었다. 이 참에 영국과 프랑스를 하나로 한 거대한 왕국을 세울 욕심을 갖게 된 것이다.
필리프 6세 입장에서도 자신의 신하 중에 자신을 능가하는 세력이 있다는 것은 결코 좋은 일이 아니었다. 게다가 그는 타국의 왕이기도 했다. 영국 왕이 프랑스 국왕의 신하로서 가지고 있는 봉토를 몰수하여 프랑스 국왕의 위신을 높여야 할 필요성과 욕심을 가지고 있었다. 영국 왕의 왕위계승권 주장도 참을 수 없는 일이었다. 영토 문제와 왕위계승권 문제로 인한 두 왕가의 갈등은 대화로 풀 수 있는 상황이 아니었다.
프랑스는 전쟁 제1기(1337-1360) 동안 영국군에 밀려 패했고, 이런 불리한 상황을 제2기(1369-1396) 초반에는 역전시킬 수 있었다. 하지만 1415년에 영국의 헨리 5세가 아쟁쿠르(Agincourt)에서 프랑스군을 산산조각 내면서 크게 승리하였다. 이런 상황에서 프랑스 왕실 내부적으로는 아르마냐크와 부르고뉴 지방으로 당파가 나뉘자, 헨리 5세는 1420년의 트루아 조약을 맺고 7년간 파리를 다스리는 왕이 되었다. 프랑스의 왕실의 영역은 루아르강 이남으로 제한되었다.
위기에 처한 프랑스는 1429년 잔다르크가 등장하면서부터 전세를 뒤집을 수 있었다. 그녀는 영국 군에 포위당한 오를레앙을 구하고 역대 프랑스 왕들이 즉위식을 거행한 랭스에서 샤를 7세의 대관식을 치르게 하라는 신적인 음성을 들었다고 주장했다. 실제로 그녀는 샤를 7세의 지원을 받아 프랑스 군을 이끌어 오를레앙을 구했고, 샤를 7세는 랭스가 탈환된 이후인 1429년에 대관식을 치렀다. 그러나 그녀는 부르고뉴 군에 붙잡혀 영국군에 포로로 팔렸으며, 1431년 루앙에서 종교재판을 받고 마녀로서 화형당했다.

1435년의 프랑스.

1435년에 부르고뉴 공작과 프랑스 왕 사이에 화해가 이루어져서 내부 분란이 종식되었고, 1436년에는 프랑스가 파리를 되찾았으며, 1450년에는 노르망디를 회복하였다. 1558년 영국군은 프랑스 내에서 자신들의 마지막 근거지이었던 칼레시를 떠나야했다. 영국과의 전쟁에서 승리한 이후, 프랑스는 이전에는 별개의 독립국가이었던 부르고뉴 공국과 브르타뉴를 합병하고 강력한 왕국이 되었다.
한 세기에 걸친 전쟁이 끝난 후 프랑스가 입은 피해 엄청났는데, 특별히 1348년에 흑사병이 이탈리아로부터 프랑스에 상륙한 것이 피해를 심화시켰다.

### 이탈리아 원정 (1494년부터 1559년까지)
샤를 8세(재위 1483년 ~ 1498년)는 이탈리아를 침공하였고 결국 1495년 2월 22일 프랑스군은 나폴리에 입성하고 샤를 8세는 5월 12일 나폴리의 왕이 되었다. 그러나 밀라노, 오스트리아, 베네치아, 교황 알렉산데르 6세는 이러한 프랑스군의 약진에 위협을 느끼고, 이들을 주축으로 하여 반 프랑스 동맹이 결성되었다. 결국에는 동맹군이 포르노보 전투에서 프랑스를 격파하여 샤를은 프랑스로 퇴각할 수밖에 없었다. (→샤를 8세) 그 후에도 루이 12세, 프랑수아 1세, 앙리 2세에 걸쳐 이탈리아를 두고 합스부르크 왕가와 싸운 11차례에 걸친 전쟁이 있었다. 프랑수아 1세는 기독교 세계의 숙적이라 여겨져왔던 오스만 제국의 솔리만 1세와 군사적 동맹을 맺으면서 전쟁에 임했으나, 프랑스는 결국 카토 캄브레시스 조약을 1559년에 맺으며 이탈리아의 패권을 포기하게 된다.   

## 근대 초기의 프랑스

### 위그노 전쟁 (1562년부터 1598년까지)

위그노 전쟁.

16세기 후반 무렵, 프랑스의 개신교신자들인 위그노와 기존의 로마 가톨릭세력들간에 대립이 격화되어, 위그노 전쟁이 발발하게 된다. 무려 36년간에 크고 작은 전쟁이 격렬해져갔다. 그러던 중 위그노 세력의 지도자인 부르봉 왕조의 앙리 4세가 즉위하여 종교간의 대립을 중재하고자 개신교에서 로마 가톨릭으로 개종하고, 낭트 칙령을 발표함으로써 개신교와 로마 가톨릭간의 종교전쟁인 위그노 전쟁은 종결된다. 이후 앙리 4세는 국내 산업을 진흥시키고자 해외진출 등 추진에 힘을써 프랑스의 왕권강화, 즉 절대왕정의 기초를 마련한다.

### 30년 전쟁 (1618년부터 1648년까지)
루이 13세의 총신이었던 리슐리외 재상은 합스부르크 왕가에 전임자들에 비해 더욱 적대적인 포지션을 고수한다. 개신교 국가들인 스웨덴, 신성로마제국의 개신교 제후국 등이 가톨릭 교회를 대변하는 합스부르크 왕가에 전쟁을 선포하자, 프랑스는 배후에서 개신교 세력을 금전적으로 지원한다. 1635년부터는 신성로마제국과 스페인에 선전포고를 하고 1648년에는 신성로마제국의(→베스트팔렌 조약) 항복을, 1659년에 스페인의 항복(→피레네 조약)을 받아낸다.

### 절대왕정 시대

태양왕 루이 14세.

루이 14세가 왕위에 오르면서, 강력한 절대군주제와 왕권의 강력통치를 위해 관료제와 상비군 체제를 정비하여 재정확보를 위해 장바티스트 콜베르를 중용하여 중상주의 경제 정책을 실시해 나간다. 그럼에 따라 프랑스는 국내산업을 크게 일으키고, 해외무역을 장려하여 국부를 축적하게 되면서 이를 바탕으로 강력한 군대를 양성하고, 에스파냐 왕위계승전쟁, 오스트리아 왕위계승전쟁 등에 참전하는 등 대외 팽창정책으로 유럽의 강국으로 변하여 갔다.
그렇지만, 베르사유 궁전을 짓느라 지나치게 많은 비용을 소비하고 국민들을 하나로 통합시키기 위해 위그노들에게 신앙의 자유를 인정한 낭트칙령을 폐기함으로써, 상공업에 주로 종사하던 위그노들은 신앙의 자유를 찾아 영국과 네덜란드로 대거이주하게 된다. 이후 국력이 크게 소요되고, 루이 14세의 말년에는 국력이 서서히 약해져 가면서, 이후 프랑스는 전쟁, 대외정책에 너무 무리하게 많은 돈을 쓰는 바람에 만성적 재정난에 시달리게 된다.

## 프랑스 대혁명과 제1제정

### 프랑스 대혁명

#### 배경
18세기 후반, 프랑스에서는 구제도의 모순이 심화되어 있었다. 구제도 아래에서 제1신분인 로마 가톨릭교회 성직자와 제2신분인 귀족은 여전히 면세특권을 비롯하여 봉건적 특권을 소유하고, 제3신분인 평민만이 모든 재정적인 부담들을 안고 있었다. 여기에 프랑스 부르봉 왕조의 재정상태는 사치스러운 궁정생활과 미국의 독립전쟁 등 대외 전쟁 비용에 지나친 금액을 사용해서 파탄 상태에 이를 지경이었다. 그럼에도 귀족들은 면세특권을 주장하여 재정문제 해결에 근본적인 대안이 없는 상태였다.
이러한 사회적 대립과 함께 루소, 몽테스키외, 볼테르 등 계몽사상가들의 사상이 시민들 사이에 큰 영향력을 발휘하였고, 미국의 독립혁명 소식도 이들을 크게 자극하였다.

#### 전개

시민들에게 공격받는 바스티유 감옥
장 피에르 루이 로렌트 휴엘, 수채화, 37,8 x 50,5 cm, 1789년 작.

재정문제가 심각해지면서 1789년 프랑스 국왕 루이 16세는 1614년 이래로 단 한번도 소집하지 않았던 삼부회를 소집하였다. 삼부회에서 특권신분과 평민층의 대립으로 파행을 치닫다가 제3신분 대표들끼리 독자적으로 테니스 코트의 서약을 선언하여 국민의회를 구성하게 된다. 이에 국왕 루이 16세는 국민의회를 탄압하게 되는데, 이때 파리시의 시민들이 7월 14일 바스티유 감옥을 습격함으로써, 프랑스 대혁명의 막이 오르기 시작한다.
국민의회는 서둘러 봉건제의 폐지를 선언하였고, 이어서 프랑스 인권선언을 발표하여 혁명의 기본 이념을 천명하였다. 국민의회는 1791년 입헌 군주제와 제한선거를 골자로 하는 헌법을 제정하고 해체되었다. 그 이후 새로운 헌법에 의해 소집된 입법의회가 탄생하며 온건파 세력인 지롱드 당이 주도권을 장악하였는데, 1792년 오스트리아와 프로이센이 프랑스 혁명에 간섭함으로써 전쟁이 발발하게 된다. 이 와중에 파리시민들이 왕궁을 습격하여 국왕과 왕비를 잡아가둬 왕권이 정지되었고, 입법의회가 대외적, 대내적으로 미온한 태도를 보이면서 곧 해산된다. 1792년 9월에는 국민공회가 소집되었다.

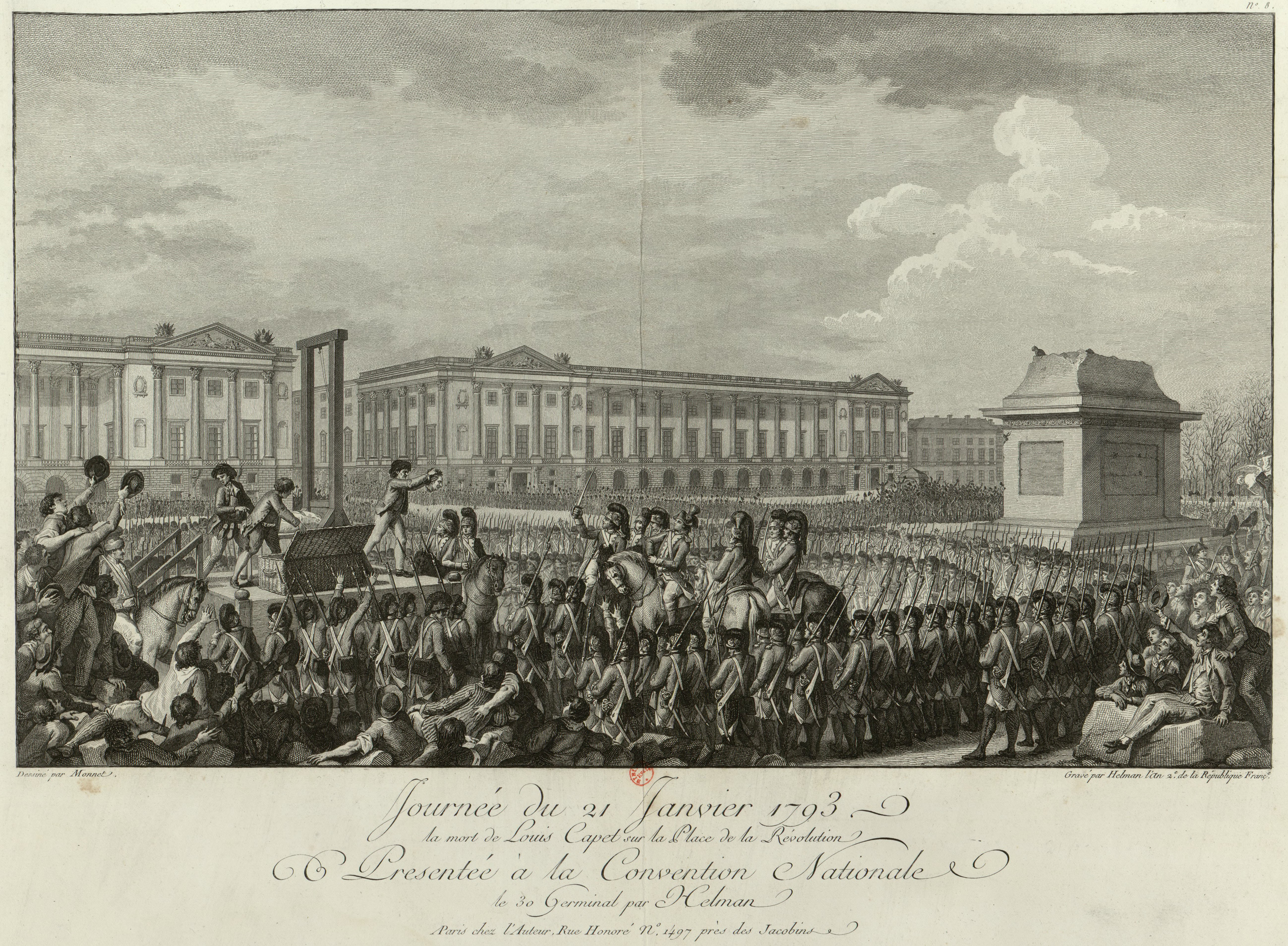
처형되는 루이 16세

국민공회는 강경 혁명파인 자코뱅 당이 주도권을 장악하여 공화정을 선포하고, 1793년 1월 21일 국왕 루이 16세를 단두대에서 공개처형식을 하는 등 유럽 전역에 충격을 주었다. 1793년 로베스피에르는 공포정치를 실시하여 국내의 반혁명 세력들을 처형하거나 탄압하고, 봉건적 공납의 무상폐지 등 급진적인 개혁 등을 단행하였다. 그러나 로베스피에르의 지나친 공포정치에 대한 반발로 인하여 로베스피에르는 1794년 7월 28일 단두대에서 처형되었고, 다시 온건파 지롱드 당 세력들이 장악하게 된다.
1795년 입헌 공화정과 제한선거를 골자로 하는 헌법을 제정하여 5인의 총재가 협의하여 국가의 정책을 결정하도록 하는 총재 정부를 구상하였다. 하지만, 총재 정부는 재기능을 발휘하지도 못하고, 고위층들의 무능과 부패함으로 프랑스 국민들의 실망이 커지게 된다. 결국, 나폴레옹이 이를 이용하여 쿠테타를 일으켜 정권을 장악함으로써, 통령 정부를 세우게 된다.

### 프랑스 제1제정

알프스를 넘는 나폴레옹.

1799년 나폴레옹은 쿠테타를 일으켜 총재정부를 무너뜨리고 통령 정부를 수립하게 된다. 나폴레옹은 이어서 철저한 중앙 집권 정책을 추진하고 언론과 사상을 통제하여 독재권력을 확립하였다. 그는 대내적으로 프랑스 은행을 설립하고, 나폴레옹 법전을 편찬하여 혁명의 성과를 정착시켰으며, 대외적으로 오스트리아 제국을 격파하고 영국과 타협하여 정권을 안정시켰다. 이렇게 되자, 그는 프랑스 국민들로부터 많은 지지를 받게 되고, 나폴레옹은 독재에 야망이 커져 종신 통령이 되었다가, 1804년 국민투표에 의해 나폴레옹 1세로 즉위하여 황제가 되면서 프랑스 제1제정이 시작되었다.

#### 나폴레옹 전쟁
나폴레옹이 황제로 즉위하여 프랑스 제1제정이 시작되었고, 이에 오스트리아, 프로이센 등은 제3차 대프랑스 동맹을 결성하여 나폴레옹에 대항하자, 나폴레옹은 이들 국가와의 전쟁에 나섰다. 나폴레옹은 해전에서 영국 넬슨 제독한테 트라팔가 해전에서 대패를 겪었으나, 육전에서는 오스트리아를 무너뜨리고 빈껍데기뿐인 신성로마제국을 멸망시켰으며, 프로이센과 러시아 제국을 굴복시켜 유럽 대륙을 제패하였다.
유럽 전역에 영향력을 행사하는 나폴레옹이었지만, 오직 영국만 굴복시키지 못하였다. 그래서 나폴레옹은 영국을 고립시키기 위해 1806년, 영국과 유럽 대륙간의 무역을 금지하는 이른바 '대륙봉쇄령'을 내리게 된다. 이 대륙봉쇄령은 성과를 거두지못하고 오히려 몰락의 단서를 제공하게 된다.
1812년 대륙 봉쇄령을 어기고 영국과 비밀리에 무역을 했던 러시아 제국을 응징하기 위해 나폴레옹은 대원정길에 나섰지만, 러시아의 혹독한 추위 등으로 참패를 하였고, 뒤이어 대프랑스 동맹군과 라이프치히 전투에서 격렬하게 맞붙어 패전함으로써 제1제정은 막을 내리게 된다.
이후 나폴레옹은 엘바섬으로 유배되었고, 유배생활 중 나폴레옹은 다음해에 엘바섬에 탈출하여 재기를 꾀했으나, 1815년 워털루 전투에서 다시 크게 패하여 나폴레옹은 세인트헬레나섬으로 유배된다.
나폴레옹 전쟁 이후, 유럽 각지에서는 프랑스 혁명 이념인 자유주의가 전파되고 크게 영향받아 민족주의 의식이 각성되게 된다.

## 왕정 복고와 제2제국

들라크루아의 〈민중을 이끄는 자유의 여신〉. 7월 혁명때 그린 그림이다.

1814년, 나폴레옹 1세가 실각함에 따라 프랑스 제1제정이 몰락하고, 유럽에는 빈체제가 이루어졌다. 그럼에 따라 프랑스 혁명으로 멸망한 프랑스의 기존왕실인 부르봉 왕가가 복귀하여 루이 18세가 국왕으로 즉위한다. 그렇게 됨으로써 프랑스는 혁명 이전과 다름없는 궁정정치를 하게 되었지만, 루이 18세는 입헌군주제를 지향하여 노동자나 농민 등 하층민들에 대해서 온건 정책을 취함으로써 국내 안정을 도모했었다. 또한 프랑스 혁명 시절의 자유주의 사상도 제한적이지만 어느 정도 인정을 해 주었다.
그러나, 루이 18세가 사망한 뒤 샤를 10세가 왕이되면서 자유주의, 평등 사상의 혁명정신과는 달리 선거권 제한과 로마 가톨릭의 복권 등 반동적인 정책 등 특권 정치를 펴게된다. 1830년7월 국민들은 이에 봉기를 하여 샤를 10세를 국외로 쫓아내게 된다.
이어서 자유주의 사상과 평등주의 사상에 입각한 루이 필리프 1세가 국왕으로 즉위(1830년)한다. 루이 필리프는 입헌군주제를 실시하는 등 나름 자유주의적인 정책을 펼치게 되지만, 프랑스 국민들의 바람과는 달리 몇몇 세력있는 부르주아(자본가)계층에게만 선거권을 주는 특권정치를 부여하게 되자, 1848년 2월, 프랑스 국민들은 또다시 혁명 봉기를 하게 된다. 그렇게 됨으로써, 국왕 루이 필리프역시 국외(영국)으로 도망간다. 그 이후 프랑스는 왕정복고 체제에서 다시 공화정으로 돌아가게 된다.

## 제2공화정과 제2제정

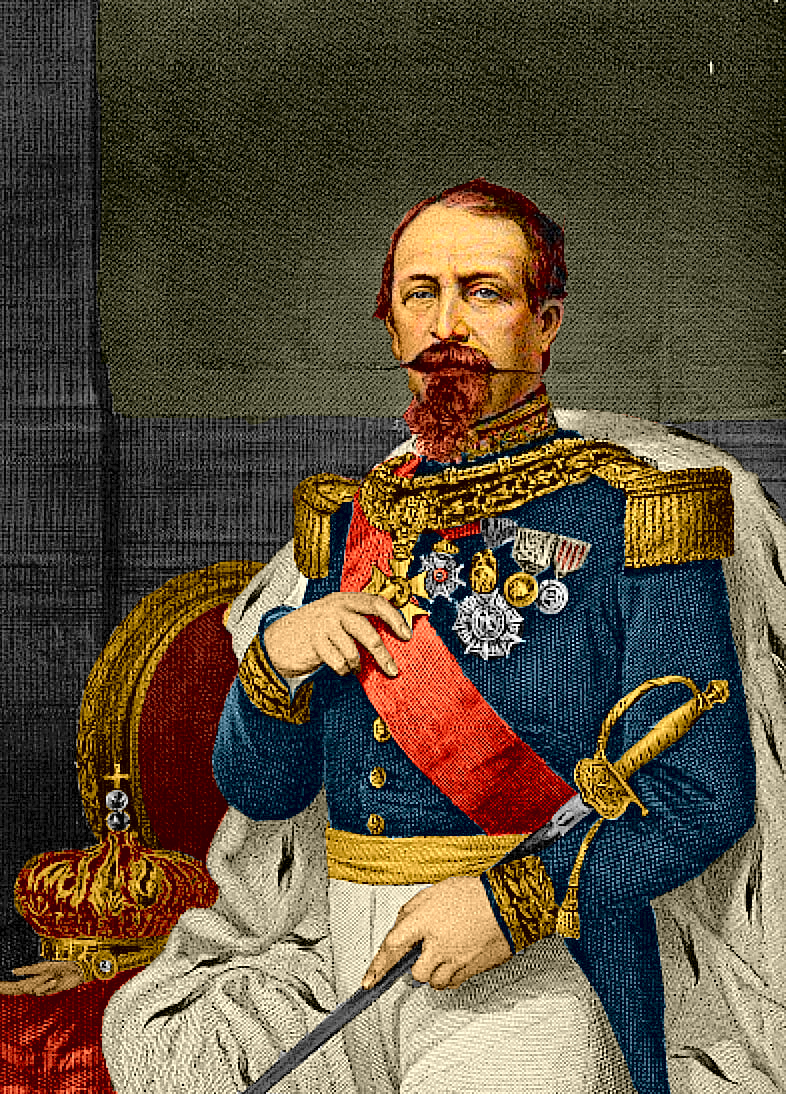
황제가 된 나폴레옹 3세

2월 혁명이후, 1848년 제2공화정의 대통령으로 당선된 루이 나폴레옹은 쿠테타를 일으켜 독재권력을 장악하였다. 그는 1852년 국민투표로 황제로 즉위하여 나폴레옹 3세라 칭하면서 제2제정을 열었다.

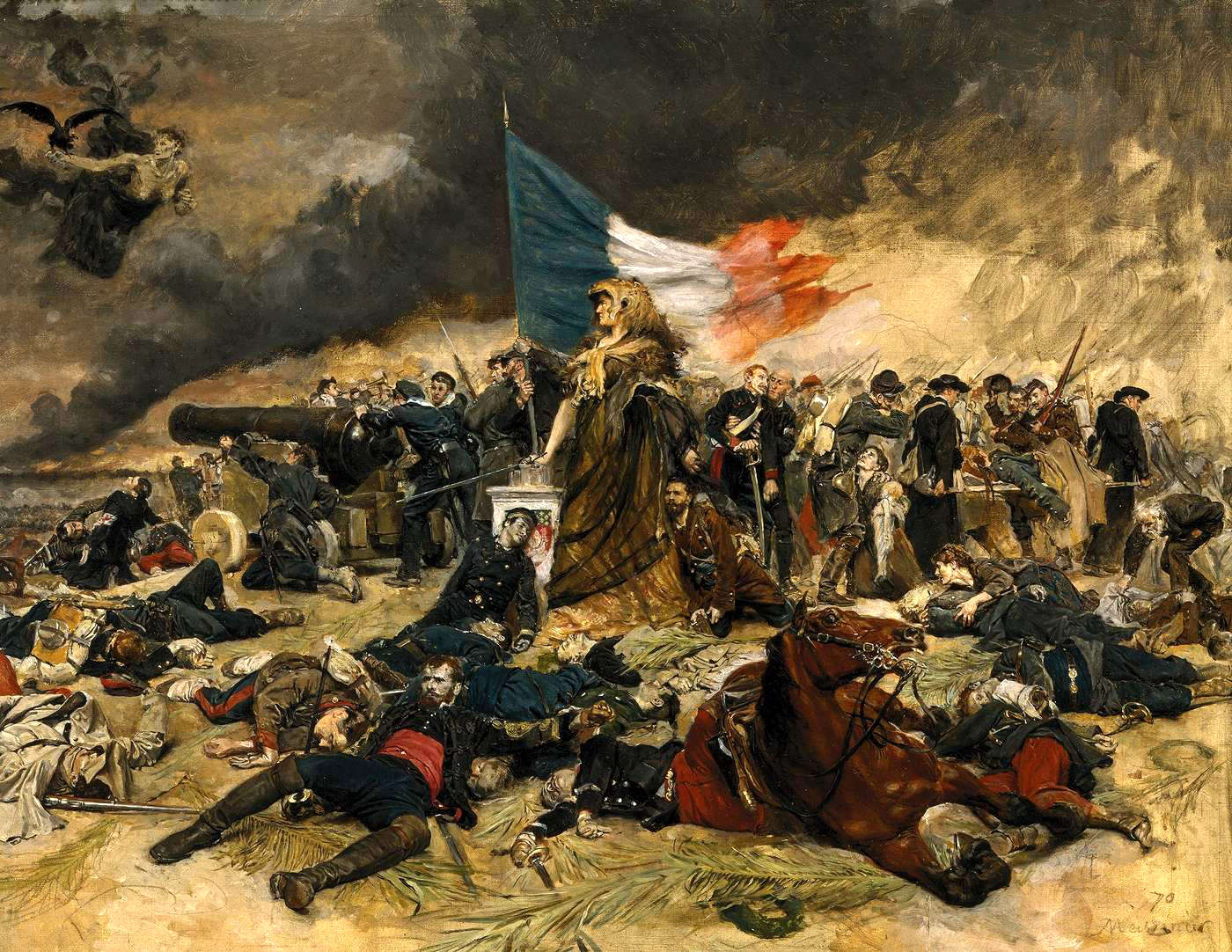
보불전쟁.

그가 즉위하자 당시 프랑스 시민들은 그의 황제 등극을 열렬히 축복했으며, 프랑스가 다시금 유럽의 지배자로 우뚝 설 것임을 믿어 의심치 않았다고 한다. 또한 국민들의 기대대로 나폴레옹 3세는 전임 왕들의 폐단 정리와 내정개혁을 단행하고 대외 팽창을 통해 프랑스의 영광을 재현하려 했으나, 1871년, 프로이센과의 전쟁에서 크게 패하고, 나폴레옹 3세는 포로로 잡히는 등 수모를 겪어야만 했다.
그 뒤 패전국이 된 프랑스는 알자스-로렌을 독일 제국에게 넘겨주게 되었으며, 독일이 프랑스에 배상금인 50억 프랑을 요구하였으나 단 몇 개월만에 이를 갚아 전 유럽과 독일, 그리고 비스마르크 수상을 놀라게 하여 이로 인해 프랑스-독일의 감정이 극도로 악화되는 결과를 초래한다. 이는 이후 제1차 세계 대전으로 가는 간접적인 계기가 되었다.
나폴레옹 3세가 보불전쟁에서 패한 뒤 포로로 잡혀 쓸쓸한 죽음을 맞이하자, 왕정에 대한 뿌리깊은 불신과 불만이 팽배해 있던 당시 프랑스 사회는 그야말로 아수라장이 되고 말았다.

## 파리코뮌 봉기

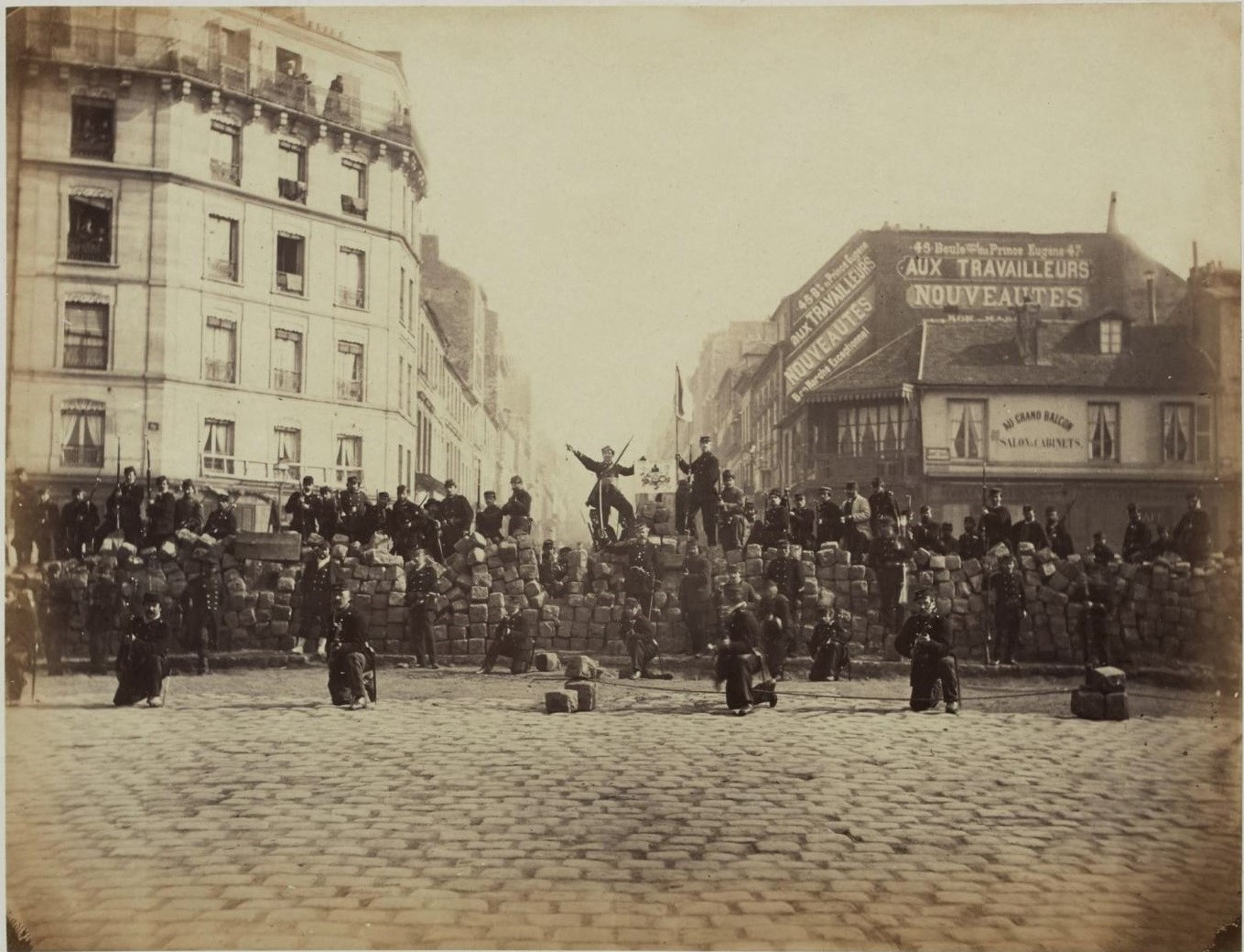
1871년 3월 파리 코뮌 참여자들이 쳐놓은 바리케이드

보불전쟁에서 프랑스의 패전 혼란 속에 수도인 파리는 온갖 이념과 각종 정치세력의 대결의 장으로 하루도 조용할 날이 없었으며, 더욱이 '야만인의 나라'이라고 무시했던 프로이센에게 점령당한 수치로 인한 파리 시민의 소요는 극에 달해 있었다.
이로 인해 당시 일반 시민들 중 사회주의를 지향하는 무리가 무장을 하고 봉기, 1871년 파리를 장악한 후 3월 18일 그들만의 사회주의적 자치 정부를 세웠는데 이것이 바로 '최초의 사회주의 자치정부'로 불리는 파리 코뮌이라 한다.
파리시의 사회주의자들과 노동자들은 파리 코뮌을 수립하고 정부에 대항하였으나, 얼마 못 가 정규군에 의해 1871년 5월 28일 진압되었고, 이후 제3공화정이 수립되었다. 그러나, 파리코뮌 봉기는 마르크스나 레닌 등 사회주의 운동가들에게 큰 영향을 주어 사회주의, 공산주의 이념의 탄생에 커다란 영향을 미쳤다고 평가되고 있다.

## 제3공화정
프랑스는 1870년에 일어난 보불전쟁에서 패배해 제2제정 황제였던 나폴레옹 3세를 내쫓고 1871년 아돌프 티에르를 대통령으로 하는 제3공화국을 수립했다.
같은 해에 일어난 코뮌주의자들의 반란을 진압하고(파리 코뮌) 해군을 함정정비에 대한 계획을 세워 해군을 더욱 강하게 만들었다.
제3공화정 8대 대통령인 레이몽 푸앵카레 대통령 재임 중이었을 때 1914년 8월, 독일 제국이 프랑스에게 선전 포고를 하면서 제1차 세계대전이 일어난다. 독일제국은 전쟁 초기에 단숨에 프랑스를 정복할 거라 확신했었지만, 프랑스는 과거 1870년때의 보불전쟁에 대한 복수심이 강하게 불타올랐기에 저항이 강했다. 그럼에 따라 마른 전투에서 독일군을 무찌르면서 전쟁의 양상은 참호전형식으로 장기전에 접어들었으며 또한 전쟁이 고착화되어 프랑스군과 영국군은 1917년까지 독일군과 대치 상황을 두고 지겹게 싸웠고 어느 한 쪽 밀리지 않는 양상이 되었다. 1917년 미국이 참전하면서 막대한 물량공세를 퍼부으면서 독일군을 격파하고, 1919년 베르사유 조약을 체결함으로써 제1차 세계대전을 승리로 끝낸다.
제1차 세계대전 후 프랑스는 패전국인 독일에 대해 베르사유조약을 통하여 가혹하게 다뤘는데, 이는 프랑스가 전쟁을 두려워했었기 때문이었다. 이 베르사유 조약은 뒷날 제2차 세계대전이 터지는 불씨가 되기도 한다.
전쟁이 끝난 후 1929년 세계 대공황이 일어났을 때 프랑스도 역시 불황의 늪에 시달렸었는데, 이에 프랑스 정부에서는 식민지들 하고 무역형식으로 하는 블록 경제 체제로 대공황을 극복하고자 하였다.
한편, 1930년대에 독일에서 나치가 집권하고 히틀러가 총통이 되면서 국제연맹 탈퇴, 재군비선언, 라인란트 비무장 지대 점령, 오스트리아, 체코슬로바키아 등의 주변 나라를 합병하는 데에도 프랑스는 별다른 조치를 취하지 않았다.

## 제2차 세계 대전

에투알 개선문에 진입하는 독일군

1939년 9월 1일 나치 독일이 폴란드를 침공함으로써, 이틀 뒤인 9월 3일 영국과 함께 독일에 선전포고를 하고 연합군에 참전하였다. 1940년 5월 11일에는 아돌프 히틀러가 프랑스에 대한 전격 공격을 개시하면서, 베네룩스를 침공하게 된다. 그리고 네덜란드, 벨기에, 룩셈부르크가 점령당하고 본격적으로 프랑스와의 전쟁이 시작되었다. 그해 6월 4일에는 영국군과 싸우던 됭케르크 전선에서 패함으로써 됭케르크 철수 작전을 펼치게 된다. 6월 14일에는 독일군이 파리에 입성하고, 결국 프랑스의 국가 원수인 앙리 페탱은 6월 22일 독일에게 항복을 선언한다. 프랑스 북부 지역은 독일에 의해서 직접 통치되었고, 남부에는 제1차 세계대전의 영웅이었던 앙리 페탱에 의해 통치되는 괴뢰정부인 비시 정부가 수립되었다. 비시정부는 보수적이고 민족주의적인 개인독재에 입각했다.
프랑스가 독일에게 항복하자, 드골은 몇 안되는 이들을 데리고 간신히 프랑스를 탈출, 영국에 망명 정부를 두어서 독일이 남부 프랑스 지역에 세운 괴뢰정권 비시 정부에 대항하였다. 제2차 세계대전 전후, 프랑스에서는 이들이 결국 프랑스의 정권을 장악해 지금의 프랑스 정부를 만들었다.
1943년 7월 10일 미국과 영국군이 시칠리아섬에 상륙하고, 그해 9월 3일 이탈리아가 연합군에게 항복하자 프랑스를 되찾는다는 계획이 세워졌다. 그리고 1944년 6월 6일 노르망디 상륙 작전을 통해 프랑스 상륙에 성공하면서, 노르망디 지방을 되찾았다. 이후 코트다쥐르를 시작으로 한 용기병 작전도 이어지면서 연합군은 프랑스를 수복하기 위한 공세를 펼쳤으며, 1944년 8월 25일에는 자유 프랑스군 제2기갑사단을 선봉으로 한 연합군의 공격과 레지스탕스의 궐기로 파리가 해방되면서 완전히 수복하였고 곧 이어 자유 프랑스 정부가 파리로 귀환하여 프랑스 공화국 임시정부를 설립하였다. 그리고 1945년 5월 8일 독일이 항복하면서 유럽에서의 전쟁은 끝이 났다.

## 1945년 이후

### 제4공화국
제2차 세계대전 말기 한때 임시 정부의 총리였던 드골은 전쟁 뒤의 총선거 뒤에 정당간의 협정에 실패해 하야했다. 그 뒤 제4공화국이 발족했다. 제4공화국 때의 프랑스는 정치적으로나 경제적으로 안정을 찾지 못했다. 또한 8년간에 걸친 인도차이나 전쟁과 그에 이어 계속된 알제리 문제 등으로 내전의 위험까지 안고 있었다.

### 샤를 드 골 대통령 시대
1958년 6월 국민의회에서 절대 다수의 신임을 얻은 샤를 드골은 12년만에 총리직에 복귀했다. 이후 드골은 막강한 대통령의 권한을 인정한 새로운 헌법을 발의하고 국민 투표에서 통과되자 1959년 1월 제5공화국의 대통령에 취임했다. 드골은 대통령이 된 뒤 알제리 문제를 일단 해결하고 프랑스를 세계에서 네 번째의 핵 보유국으로 만들었다. 또한 중화인민공화국과 국교를 수립하는 등 미국-소련이 세계를 분할해 지배하는 이른바 '냉전' 상황에서 드골은 '프랑스의 영광'을 회복하고, 국제 사회에서 프랑스의 발언권을 강화하고자 노력했다.

### 프랑스 5월 혁명
파리 교외의 낭테르에 있는 파리 대학 분교의 문학부를 1968년 5월 3일 대학 당국이 폐쇄했다. 1967년 11월부터 이 학교에는 시설 개선을 둘러싸고 급진파 학생과 대학 당국 사이에 대립이 있었다. 1968년 3월 22일 '빨강 머리 다니'라는 애칭으로 일컬어지던 콩방디를 지도자로 하는 학생 그룹이 대학 당국의 금지령을 어기고 학내 집회를 열었고, 이에 대해 대학 당국은 경찰을 불러들여 유혈 사건이 발생했다. 이에 반발한 학생들이 5월 2일에 분교를 점거했고 이것이 분교 폐쇄로 이어졌다.
콩방디의 처분을 둘러싼 조사가 본교(소르본)에서 열렸지만, 본교 당국은 다시 경찰을 불러들였다. 항의하는 무리에 마침내 일반 학생들까지 가세해 경찰과 충돌을 벌였다. 그리하여 학생 약 600명이 체포되고 본교도 폐쇄됐다. '3.22'운동의 결과, 1907년에 결성된 '프랑스 학생 전국동맹(UNEF)'도 지원을 강화했고, 학생 시위도 더욱 격렬해졌다. 5월 11일 오전 2시, 카르티에라탱 거리에는 학생 시위대와 경찰간의 유혈사태가 벌어졌다. 학내 처우 개선 요구에서 비롯된 3.22 운동과 5.3운동은 학내 문제에 머물지 않았고 대학 교직원 조합, 노동 총동맹 들을 끌어들여 드골 정권을 뒤흔드는 전국 규모의 파업으로 발전했고, 이 시위로 드골 정권이 무너졌다.

### 영광의 30년
1945년 이후, 프랑스는 전쟁으로 파괴된 경제를 복구하기 위해 모네 플랜을 중심으로 한 경제 재건 프로젝트를 시작했다. 특히 이 시점에 미국의 마셜 플랜의 지원까지 이뤄지게 되면서, 프랑스의 경제 성장은 가파르게 진행되어 제2차 세계대전 직후 전쟁 이전의 경제 수준을 회복하는데 성공했고, 이어 프랑스 경제의 호경기가 찾아왔다. 이 시점 프랑스의 도시화와 생활 수준 향상이 가속화되었는데, 이를 '영광의 30년'이라고 부른다.

## 같이 보기
- 프랑스의 인구
- 프랑스의 대외 관계
- 프랑스 혁명
- 파리의 역사
- 프랑스의 군주
- 터키항공 981편 추락 사고